# The Lion, the Witch and the Wardrobe
The Lion, the Witch and the Wardrobe (titulada El león, la bruja y el ropero en la versión de la Editorial Andrés Bello y El león, la bruja y el armario en Ediciones Destino) es una novela fantástica infantil publicada por C. S. Lewis en 1950. Es el libro más conocido de la serie de siete libros llamada Las Crónicas de Narnia. Aunque en orden de publicación fue el primer libro de la serie escrito por el autor, es en realidad el segundo según la cronología interna, tras El sobrino del mago.
La primera edición en castellano es de 1977. Se ha publicado en esta lengua bajo los siguientes títulos:
- El león, la bruja y el ropero.
- El león, la bruja y el armario.

Ha sido adaptada a la televisión (en forma de miniserie), a la radio y al cine. Esta última, titulada The Chronicles of Narnia: The Lion, the Witch and the Wardrobe, fue estrenada en 2005.

## Argumento
La trama transcurre durante la Segunda Guerra Mundial. Para protegerlos de los bombardeos, cuatro hermanos: Peter, Susan, Edmund y Lucy Pevensie son llevados a la casa rural del profesor Digory Kirke.
Tras su llegada a la casa, los hermanos deciden explorar la enorme y prometedora vivienda en busca de algo interesante, para así poder satisfacer su curiosidad infantil. La más joven de los cuatro (Lucy) se queda retrasada en una habitación y entra en un profundo armario (ropero) lleno de abrigos suaves en interminables filas. Ella fue profundizándose en él por curiosidad, hasta que llegó a una tierra cubierta de nieve: Narnia. Allí se encuentra con un fauno, el Señor Tumnus, quien la invita a su casa y trata de que la niña se quedara dormida para llevársela a la Bruja Blanca, reina de Narnia. Pero luego se apiada de Lucy y la ayuda a volver a su mundo. Al salir del armario, la niña intenta convencer a sus hermanos de su aventura, pero ellos no le creen. Una noche, ella regresa a Narnia, seguida por su hermano Edmund. Lucy va a la casa del fauno, pero Edmund se pierde y se encuentra con la Bruja Blanca, que promete convertirlo en príncipe si conduce a los otros niños hasta su castillo. Al salir del armario, Peter y Susan preguntan a Edmund si ese mundo mágico existe. Él lo niega y Lucy se pone muy triste por ello.
Pero, tiempo después, al huir del ama de llaves, los hermanos Pevensie entran todos juntos al armario. La primera criatura con la que se encuentran es un castor parlante, el Señor Castor. Él los lleva hasta su hogar (un dique) y, junto a su esposa (la Señora Castora), les revela que la policía de la Bruja Blanca se ha llevado al señor Tumnus por ayudar a Lucy. Los hermanos se enteran de que existe una profecía que dice que dos hijos de Adán y dos hijas de Eva (en otras palabras, seres humanos) llegarían a Narnia para derrotar a la Bruja Blanca y convertirse en los verdaderos Reyes y Reinas. Los castores piensan que los Pevensie son los destinados. También les comunican que Aslan, el Gran León, está en Narnia, y que ellos tienen que encontrarse con él. Durante la charla, Edmund se escabulle para ir a reunirse con la Bruja Blanca.
Peter, Susan, Lucy y los castores, emprenden el viaje para encontrarse con Aslan, y la Bruja Blanca, al enterarse, los sigue. Debido a la presencia de Aslan, el hechizo del invierno eterno empieza a romperse, y como primer signo de esto, aparece Papá Noel (que hasta ese momento la Bruja impedía su llegada). Éste obsequia regalos mágicos a los niños.
Por fin llegan al campamento de Aslan. Luego, los lobos policía de la Bruja Blanca los atacan, y Peter mata a su jefe. Un lobo sobreviviente informa de todo a la Bruja, y ésta, al llegar, pide una charla con Aslan. Acuerdan que él será sacrificado para salvar a Edmund. Susan y Lucy lo acompañan esa noche a la Mesa de Piedra, donde la bruja lo asesina. Sin embargo, debido a la Gran Magia, Aslan no muere y las niñas lo descubren por la mañana. Mientras tanto, se libra una batalla entre los ejércitos de Peter y de la Bruja. Aslan y las niñas llegan con refuerzos: las criaturas que habían sido convertidas por la bruja en estatuas, y que Aslan les había devuelto a la vida. De esta manera ellos derrotan a la Bruja Blanca.
Peter, Susan, Edmund y Lucy son coronados como Reyes y Reinas de Narnia, y Aslan se va. 15 años después, siendo los Pevensie ya adultos, salen de caza, y llegan hasta el lugar por donde habían llegado a ese mundo. Regresan al suyo, y allí descubren que volvieron a ser niños y que no ha pasado ni un minuto en la Tierra desde que se fueron.

## Personajes principales
- Peter Pevensie: Mayor de los hermanos Pevensie(13 años), y juntos con ellos, personaje principal de la historia. Al final del libro, es coronado por Aslan como el "Gran Rey Peter, el Magnífico", Sumo Monarca de Narnia (lo cual equivaldría a un título superior al de Rey). Santa Claus le regala una Espada y un Escudo.
- Susan Pevensie : La mayor después de Peter (12 años). Susan es una joven que está comenzando a aprender a ser una verdadera mujer. Personaje principal de la saga junto con sus hermanos. Es coronada por Aslan como la "Reina Susan, la benévola". Santa Claus le regala un Arco con Flechas, y un Cuerno Mágico cuya virtud es la de atraer ayuda siempre que se lo haga sonar.
- Edmund Pevensie: Edmund (10 años) es, al comienzo del libro, un niño muy desagradable que no pierde ninguna oportunidad de insultar y maltratar a su hermana Lucy. Traiciona a sus hermanos al abandonarlos para reunirse con la Bruja Blanca, pero se redime después. Aslan le regala una espada. Coronado por Aslan como el "Rey Edmund, el justo".
- Lucy Pevensie: Lucy es la menor de los hermanos Pevensie (8 años) y es también la primera en entrar a Narnia a través del armario mágico. Fue coronada por Aslan como la "Reina Lucy, la valiente". Santa Claus le regala una botellita con un líquido medicinal que cura cualquier herida, así como una daga para defenderse.
- Sr. Tumnus: Fauno que trabajaba para la Bruja Blanca y primer ser narniano que conoce a Lucy. Traiciona a la Bruja Blanca al no entregarle la niña y por ello, es arrestado y luego transformado en estatua de piedra. Aslan lo rescata y se convierte en consejero de los hermanos Pevensie cuando éstos se convierten en reyes y reinas.
- La bruja blanca (Jadis): Personaje que gobierna tiránicamente a Narnia cuando los hermanos Pevensie llegan. Se llama a sí misma Reina de Narnia, y fue quien mantuvo a Narnia durante 100 años bajo un constante invierno.
- Aslan: Creador de Narnia; es quien ayuda a los hermanos Pevensie a liberar el país del reinado de Jadis, la Bruja Blanca.
- Maugrim: Es un gran lobo que trabaja para la Bruja Blanca. Fue asesinado por Peter. Era capitán de la Policía Secreta de la Bruja Blanca.
- Sr. y Sra. Castor: Castores parlantes que ayudan a los hermanos Pevensie con hospitalidad y comida. Son los que les explican la historia de Narnia y su destino, y quienes los ayudan a llegar hasta Aslan.
- Santa Claus: Clive Staples Lewis tomó este personaje popular que en Narnia tiene la misma función que en nuestro mundo. Durante el invierno de 100 años impuesto por la Bruja, no pudo llegar a Narnia, por lo que fue recibido con gran alegría. Le regala una espada y un escudo a Peter, un arco y un cuerno a Susan, y a Lucy una botellita con un líquido medicinal y una daga. Todos los regalos son mágicos.
- El profesor Digory Kirke: Anciano que acoge a los Pevensie en su casa. Es protagonista de El sobrino del mago, y presenció la creación de Narnia siendo sólo un niño. La madera del armario por donde los niños van a Narnia proviene de un árbol cuya semilla proviene de ese primer viaje a Narnia.

## Capítulos
1. Lucy se mete en el armario
2. Lo que encontró Lucy
3. Edmund y el armario
4. Delicias turcas
5. De vuelta a este lado de la puerta
6. En el interior del bosque
7. Un día con los castores
8. Lo que sucedió después de cenar
9. En casa de la bruja
10. El hechizo empieza a romperse
11. Aslan está cada vez más cerca
12. La primera batalla de Peter
13. Magia Insondable de los albores del tiempo
14. El triunfo de la bruja
15. Magia Más Insondable de antes de los albores del tiempo
16. Lo que sucedió con las estatuas
17. La cacería del Ciervo Blanco

## Comentarios
Una carta del autor de los libros revela la evidencia clara y contundente del mensaje que quiso dar a través de Las Crónicas de Narnia. Esta carta, escrita en 1961, fue enviada por C.S. Lewis a un niño, en la cual le comenta sobre sus historias, e indica que Lewis quiso representar a Jesucristo a través de Aslan, en sentido figurado. Además, afirma que "toda la historia de Narnia se refiere a Cristo".
La carta fue divulgada por Walter Hooper, que fue secretario de Lewis y que se convirtió en su biógrafo. La misma viene a traer luz al debate en que los cristianos explican el mensaje de los libros con la obra de Cristo, mientras que el mundo secular alega que es una historia como cualquier otra, aceptándola sin tomar en cuenta el punto de vista cristiano.
En esta misma carta, Lewis dice: "Supongamos que existiese un mundo como Narnia, y supongamos que Cristo quisiese ir a ese mundo para salvarlo (como lo hizo con nosotros). ¿Qué pasaría?". El mismo Lewis responde a esta pregunta diciendo: "Pues las crónicas son mi respuesta. Como Narnia es un mundo de animales que hablan, pensé en encarnarlo como un animal que habla. Le di la forma de león porque se supone que el león es el rey de los animales; y también Jesús es llamado 'El León de Judá' en la Biblia". El contenido de esta carta fue publicado en un libro que contiene las cartas de C.S. Lewis.
La historia fue inspirada en temas cristianos, tomándolos prestados para que sean ilustrados juntamente con algunas ideas del propio C.S. Lewis. La historia de El león, la bruja y el ropero claramente aborda los temas del sacrificio de Cristo para nuestra redención, y su resurrección bajo la figura del sacrifício de Aslan en la Mesa de Piedra a cambio de la vida de Edmund.
Se puede hacer una comparación del papel de los niños con el de los discípulos de Jesús, colocando a Edmund como Judas Iscariote (el traidor), pero dado que él se redimió y que es llamado "el Justo", se puede decir que es una representación de Salomón; y al rey Peter como el propio Apóstol Pedro. Las dos niñas también son las primeras en ver a Aslan resucitado, así como en la narrativa bíblica.